# Alexander Loichinger
Alexander Loichinger ist ein deutscher Theologe. Er war Professor für Fundamentaltheologie und Religionswissenschaft an der Katholisch-Theologischen Fakultät der Johannes Gutenberg-Universität Mainz.

## Leben und Wirken
Alexander Loichinger studierte Theologie und Philosophie an der LMU in München, wo er auch 1993 im Fach Mittlere und Neuere Kirchengeschichte mit einer Arbeit über Melchior Diepenbrock (1798–1845) bei  Georg Schwaiger promovierte. Seine Habilitation erfolgte 1999 im Fach Fundamentaltheologie und Ökumenische Theologie bei Heinrich Döring mit der Schrift „Ist der Glaube vernünftig. Zur Frage nach der Rationalität in Philosophie und Theologie“.
Ab 1999 übernahm er als wissenschaftlicher Oberassistent und Privatdozent die Aufgaben des Lehrstuhls für Fundamentaltheologie an der Ludwig-Maximilians-Universität in München, seit 2004 die des Lehrstuhls für Fundamentaltheologie und Religionswissenschaft in Mainz. 2006 wurde er als Professor für Fundamentaltheologie und Religionswissenschaft an die Katholisch-Theologische Fakultät der Johannes Gutenberg-Universität Mainz berufen. Zum Ende des Sommersemesters 2024 wurde er regulär aus Altersgründen pensioniert. Loichinger dürfte damit wie sein gleichzeitig pensionierter Mainzer Kollege Leonhard Hell dem Geburtsjahrgang 1958 angehören.
Seine Arbeitsschwerpunkte sind: Glaube und Vernunft; Epistemologie und Verlässlichkeit religiöser Erfahrung, Theologie und Naturwissenschaft, christliches Menschenbild und Freiheit, Theodizee, Hirnforschung, künstliche Intelligenz (KI) und extraterrestrisches Leben.
Loichinger war Mitglied des Zentrums für Ökumenische Forschung an der LMU in München.

## Schriften

### Monographien
- Melchior Diepenbrock. Seine Jugend und sein Wirken im Bistum Regensburg (1798–1845) (= Georg Schwaiger (Hrsg.): Beiträge zur Geschichte des Bistums Regensburg. Band 22), Regensburg 1993
- Ist der Glaube vernünftig? Zur Frage nach der Rationalität in Philosophie und Theologie (= Heinrich Döring, Armin Kreiner (Hrsg.): Beiträge zur Fundamentaltheologie und Religionsphilosophie. Band 3/1 und 3/2), Neuried bei München 1999, ISBN 978-3-89391-453-1
- Frage nach Gott. Paderborn 2003, ISBN 978-3-89710-258-3
- mit Armin Kreiner: Theodizee in den Weltreligionen: Ein Studienbuch. Stuttgart 2010, ISBN 978-3-8252-3420-1

### Aufsätze
- Die Münchener Fronleichnamsprozession unter Kardinal Faulhaber. In: Georg Schwaiger (Hrsg.): Das Erzbistum München und Freising in der Zeit der nationalsozialistischen Herrschaft. Band 2, München, Zürich 1989, S. 100–121
- Emilie Linder (1797–1867). In: Georg Schwaiger (Hrsg.): Christenleben im Wandel der Zeit. Band 2: Lebensbilder aus der Geschichte des Erzbistums München und Freising. München 1989, S. 79–91
- Friedrich Spee und seine „Cautio criminalis“. In: G. Schwaiger (Hrsg.): Teufelsglaube und Hexenprozesse. 3. Auflage, München 1991, S. 128–149
- Franz Xaver von Schwäbl. Bischof von Regensburg (1833–1841). In: Georg Schwaiger (Hrsg.): Lebensbilder aus der Geschichte des Bistums Regensburg (= Beiträge zur Geschichte des Bistums Regensburg, Hrsg. v. G. Schwaiger, Band 23/24 2. Teil), Regensburg 1989, S. 577–590
- Johann Nepomuk von Ringseis (1785–1880). Arzt und Professor. In: G. Schwaiger (Hrsg.): Beiträge zur Geschichte des Bistums Regensburg. Band 23/24, 2. Teil, Regensburg 1989, S. 591–602
- Melchior von Diepenbrock. Domdechant in Regensburg, Fürstbischof von Breslau (1845–1853). In: G. Schwaiger (Hrsg.): Beiträge zur Geschichte des Bistums Regensburg. Band 23/24, 2. Teil, Regensburg 1989, S. 629–643
- Melchior Diepenbrock und Anton Zumfelde. Eine Freundschaft. (Mit den Briefen Diepenbrocks an Prior Nebauer und Zumfelde). In: Studien und Mitteilungen zur Geschichte des Benediktiner-Ordens und seiner Zweige. Band 100, 1989, S. 413–449
- Melchior von Diepenbrock (1798–1853). In: Unser Bocholt. Zeitschrift für Kultur und Heimatpflege. Band 40, 1989, S. 3–13
- Sailer und Diepenbrock. In: Münchener Theologische Zeitschrift. Band 41, 1990, S. 383–388
- Anna Katharina Emmerick, Melchior Diepenbrock und Johann Michael Sailer. In: Dülmener Heimatblätter. 1991, S. 18–31
- Friedrich von Spee, Kritiker der Hexenprozesse. In: H. Schenk (Hrsg.): Lebensläufe. Ein Lesebuch. München 1992, S. 338–341
- Anna Katharina Emmerick 1774–1824. Freunde, Zeugen, prominente Besucher der Stigmatisierten. In: Jahrbuch Westfalen '93. Westfälischer Heimatkalender. Neue Folge, Band 47, 1993, S. 204–207
- Zur rationalen Begründungsfunktion religiöser Erfahrung. In: A. Kreiner, P. Schmidt-Leukel (Hrsg.): Religiöse Erfahrung und theologische Reflexion. (FS H. Döring), Paderborn 1993, S. 29–57
- Glaube und Vernunft. In: P. Schmidt-Leukel (Hrsg.): Berechtigte Hoffnung. Über die Möglichkeit, vernünftig und zugleich Christ zu sein. Antwort auf Edgar Dahl (Hrsg.): Die Lehre des Unheils. Paderborn 1995, S. 15–28
- Warum sollen wir rational sein? in: Münchener Theologische Zeitschrift. Band 47, 1996, S. 43–64
- Was bedeutet Glaube?, in: Münchener Theologische Zeitschrift, Band 48, 1997, S. 155–162
- Vernunft – eine anthropologische Grundkategorie? in: M. Thurner (Hrsg.): Die Einheit der Person. Beiträge zur Anthropologie des Mittelalters, (FS R. Heinzmann), Stuttgart 1998, S. 39–49
- Ist das Theodizeeproblem lösbar? in: Klerusblatt, Band 80, 2000, S. 29–34.
- Zur rationalen Begründungsfunktion sakramentaler Ekklesiologie, in: Münchener Theologische Zeitschrift, Band 52, 2001, S. 144–153.
- Musik und religiöse Erfahrung, in: Zeitschrift für Katholische Theologie, Band 123, 2001, S. 69–82.
- Das Theodizeeproblem in der aktuellen Religionsphilosophie und Theologie, in: Münchener Theologische Zeitschrift, Band 52, 2001, S. 260–269.
- Sailer, Diepenbrock, Christian und Clemens Brentano, in: Münchener Theologische Zeitschrift, Band 52, 2001, S. 304–322.
- Verlässlichkeit religiöser Erfahrung? Eine Grundlegung I, in: Theologie der Gegenwart, Band 44, 2001, S. 242–250.
- Verlässlichkeit religiöser Erfahrung? Eine Grundlegung II, in: Theologie der Gegenwart, Band 45, 2002, S. 30–41.
- Bewusstseins-Hirn-Problematik und Theologie, in: W. Winhard (Hrsg.): Froh in gemeinsamer Hoffnung. FS für Abt Gregor Zasche OSB, St. Ottilien 2002, S. 111–157.
- Theologie und Naturwissenschaft. Eine Grundbestimmung, in: Theologie und Glaube, Band 92, 2002, S. 195–208.
- Melchior Kardinal von Diepenbrock. Zum 150. Todestag, in: Klerusblatt, Band 83, 2003, S. 29–35.
- Wirken Gottes und moderne Naturwissenschaft, in: Theologie der Gegenwart, Band 46, 2003, S. 82–95.
- „Ich habe dich beim Namen gerufen“ (Jes 43,1). Christliches Menschenbild und moderne Hirnforschung, in: Religionsunterricht an höheren Schulen, Band 46, 2003, S. 259–267.
- Musik und Transzendenz, in: Klerusblatt, Band 84, 2004, S. 123–129.
- Anna Katharina Emmerick. Reflexionen anlässlich eines lesenswerten Buches, in: Klerusblatt, Band 85, 2005, S. 144–147.
- Pierre Teilhard de Chardin (1881–1955). Zum 50. Todestag, in: Theologische Revue Band 101, 2005, S. 107–124.
- Was feiern wir eigentlich an Weihnachten?, in: Klerusblatt, Band 86, 2006, S. 314 f.

### Lexikon-Artikel
- Linder, Emilie. In: Biographisch-Bibliographisches Kirchenlexikon (BBKL). Band 5, Bautz, Herzberg 1993, ISBN 3-88309-043-3, Sp. 73–76 (Artikel/Artikelanfang im Internet-Archive).
- Ringseis, Johann Nepomuk von. In: Biographisch-Bibliographisches Kirchenlexikon (BBKL). Band 8, Bautz, Herzberg 1994, ISBN 3-88309-053-0, Sp. 317–320 (Artikel/Artikelanfang im Internet-Archive).
- Monod, Jacques. In: Religion in Geschichte und Gegenwart. 4. Auflage, 2002